# Eleccions legislatives neerlandeses de 1967
Les eleccions legislatives neerlandeses de 1967 se celebraren el 15 de febrer de 1967, per a renovar els 150 membres de la Tweede Kamer. Es formà un govern de coalició entre el Partit Popular Catòlic, el Partit Antirevolucionari i la Unió Cristiana Històrica presidit per Piet de Jong.

## Resultats
| ← Eleccions legislatives neerlandeses, 1967 → |                                                       |           |      |        |  |
| Partit                                        | Partit                                                | Vots      | %    | Escons |  |
|                                               | Partit Popular Catòlic (KVP)                          | 1.822.904 | 26,5 | 42     |  |
|                                               | Partit del Treball (PvdA)                             | 1.620.112 | 23,5 | 37     |  |
|                                               | Partit Popular per la Llibertat i la Democràcia (VVD) | 738.202   | 10,7 | 17     |  |
|                                               | Partit Antirevolucionari (ARP)                        | 681.060   | 9,9  | 15     |  |
|                                               | Unió Cristiana Històrica (CHU)                        | 560.033   | 8,1  | 12     |  |
|                                               | Boerenpartij (BP)                                     | 323.957   | 4,8  | 7      |  |
|                                               | Demòcrates 66 (D66)                                   | 307.810   | 4,5  | 7      |  |
|                                               | Partit Comunista dels Països Baixos (KPN)             | 248.318   | 3,6  | 5      |  |
|                                               | Partit Socialista Pacifista (PSP)                     | 197.206   | 2,9  | 4      |  |
|                                               | Partit Polític Reformat (SGP)                         | 138.059   | 2,0  | 3      |  |
|                                               | Unió Política Reformada (GPV)                         | 59.156    | 0,9  | 1      |  |
| Total                                         | Total                                                 | 7.076.328 | 94,9 | 150    |  |
|                                               |                                                       |           |      |        |  |